# Białczańska Kopka

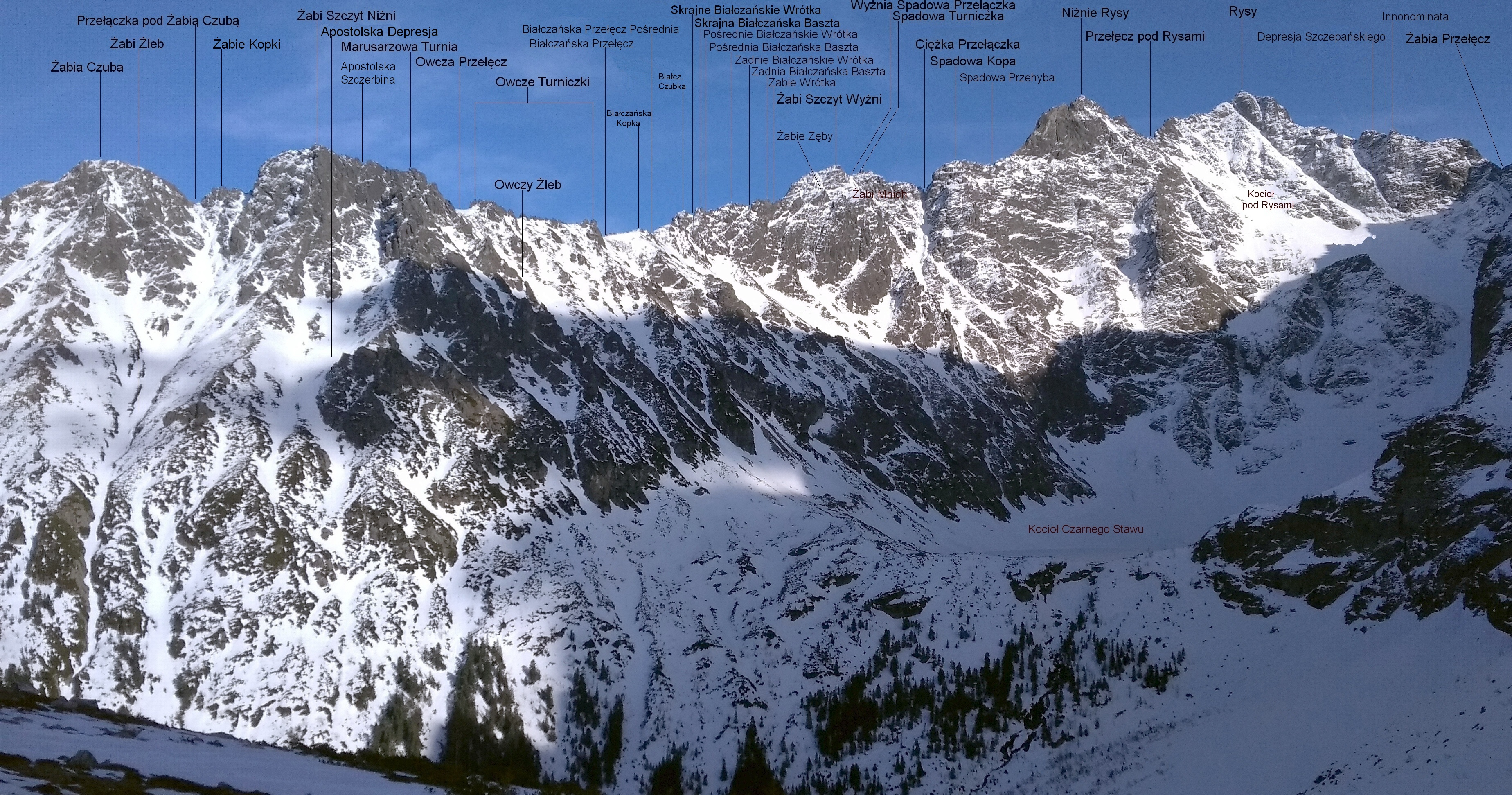
Widok z Doliny za Mnichem. Białczańska Kopka wśród podpisanych obiektów

Białczańska Kopka (niem. Froschhöcker, słow. Bielovodský hrb, węg. Békás-taraj, ok. 2045 m) – skalisto-trawiasta kopka w Żabiej Grani w Tatrach Wysokich na granicy polsko-słowackiej. Znajduje się pomiędzy przełęczami Pośrednia Białczańska Przełęcz (ok. 2040 m) i Białczańska Przełęcz (2024 m).
Białczańska Kopka na wschód, do Doliny Żabiej Białczańskiej, opada ścianką o wysokości około 30 m. Na zachodnią (polską) stronę opada z niej grzęda, której dolna podstawa znajduje się kilkadziesiąt metrów powyżej Czarnego Stawu pod Rysami. Grzęda ta oddziela Pośredni Żleb Białczański od Białczańskiego Żlebu. Najwyższą jej część tworzą średnio strome trawniki. Powyżej nich w grzędzie znajdują się dwie wybitne turniczki o ścianach 50-metrowej wysokości. Niżej grzęda jest częściowo skalista, częściowo kosodrzewinowo-trawiasta i jest w niej przewieszona ściana o wysokości około 40 m. Dolna część grzędy to niezbyt strome, gładkie płyty poderwane pasem skalistych ścianek. Jedna z nich to Mokra Wanta.
Autorem nazwy jest Władysław Cywiński.

## Taternictwo
Zachodnie (polskie) ściany udostępnione są do uprawiania taternictwa. Strona wschodnia (słowacka) znajduje się w zamkniętym dla turystów i taterników obszarze ochrony ścisłej Tatrzańskiego Parku Narodowego.
1. Z Białczańskiej Przełęczy Pośredniej; 0-, kilka chwil,
2. Zachodnią grzęda; od 0 do IV w skali tatrzańskiej, kilka chwil[2].